# 33-я добровольческая кавалерийская дивизия СС (3-я венгерская)
33-я добровольческая кавалерийская дивизия СС (3-я венгерская) (нем. 33. Waffen-Kavallerie-Division der SS (ungarische Nr. 3)) — вооружённое формирование СС, существовавшее в годы Второй Мировой войны в Вермахте. Создана в ноябре 1944 года из венгерских кавалеристов.
Совместно с другими кавалерийскими дивизиями СС «Флориан Гайер» и «Мария Терезия», была окружена и разгромлена Красной армией в боях за Будапешт. Согласно заявлениям историков, формирование никогда не достигало размеров, подобных дивизии, являясь таковым лишь на бумаге.
После расформирования порядковый номер был присвоен другой дивизии войск СС.

## История

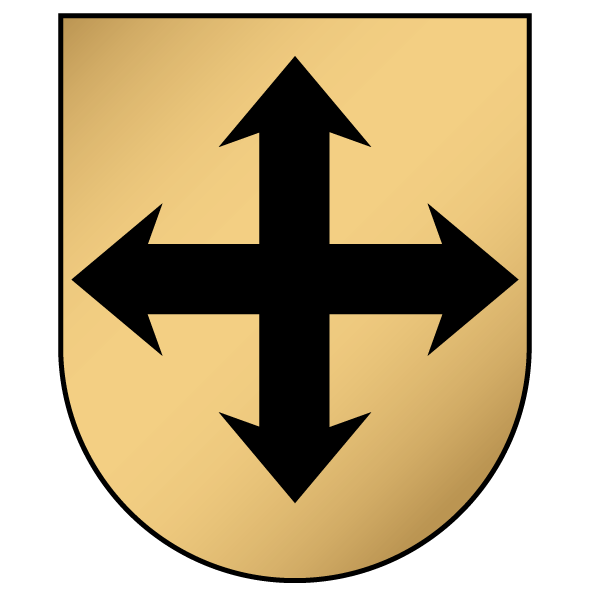
Вариант эмблемы

В ноябре 1944 г. так была обозначена 1-я кавалерийская (гусарская) дивизия венгерской армии генерал-лейтенанта Ибранова. Эта дивизия вначале действовала в составе 4-го танкового корпуса СС, а затем в конце 1944 г. была отправлена в Будапешт. Вместе с остальной частью гарнизона дивизия попала в окружение и была уничтожена в начале февраля 1945 г. Поскольку дивизия была, по сути, кадровой частью венгерской армии, она никогда не получала немецких командиров и немецкой униформы.